# Cserépváralja
Cserépváralja est un village dans le comitat de Borsod-Abaúj-Zemplén, en Hongrie.